# (3122) Florence
 For alternative betydninger, se Florence (flertydig). (Se også artikler, som begynder med Florence)
(3122) Florence er en nærjords-asteroide af typen Amor. Man opdagede under jordpassagen omkring 1. september 2017, at der egentlig er tale om et triple-system, idet den har to mindre måner.
Asteroiden kredser om Solen i løbet af 2 år og 4 mdr, i en afstand af ca. 1,0-2,5 AE, den kommer således periodisk relativt tæt på Jorden. Af samme grund betegnes den også som et potentielt farligt objekt (PHO), og da den desuden har en absolut størrelsesklasse på 14,1, hvilket giver en formodet størrelse på 4,9 km, vil et sammenstød være katasrofalt.
Florence blev opdaget d. 2. marts 1981 af den amerikanske Astronom Schelte J. "Bobby" Bus ved Siding Spring Observatoriet i Australien. Asteroiden har tidligere gået under de to midlertidige betegnelser; 1981 ET3 og 1983 CN1. Den 6 april 1993 blev det offentliggjort af den skal opkaldes til ære for Florence Nightingale, der grundlagde den moderne sygepleje.

## 2017 Jordpassagen
Den 1. september 2017 passerede Florence Jorden i en afstand af 0,047237 AE (7.066.600 km), dvs. godt 18 gange Månens gennemsnits afstand. Set fra Jorden nåede den at få en tilsyneladende størrelsesklasse på 8,5 m, hvilket gjorde den synlig i selv små teleskoper. Florence bevægede sig fra syd mod nord på stjernehimlen gennem stjernebilledene: Sydlige Fisk, Stenbukken, Vandmanden og Delfinen. Det er asteroidens tætteste passage siden 1890 og også det tætteste den kommer Jorden indtil efter 2500. Sidste gang Florence var tæt på Jorden var d. 11. august 2010 i en afstand af 0,338836 AE og det næste besøg bliver d. 1. oktober 2024 i en afstand af 0,3816875 AE. I 2057 vil den passere Jorden i en afstand af 0,04995756 AE, nogenlunde som i 2017 .

## Månerne
Radar-optagelser af Florence foretaget d. 30. og 31. august 2017 ved JPL/Caltech viste at asteroiden har to måner. Mere højtopløselige radar-optagelser fra Aricebo Observatoreiet peger på at den ydre måne har en diameter på 300-360 meter, og at den indre måne har en diameter på 180-240 meter. Begge måner ser ud til at være en smule aflange og er i bunden rotation, dvs. altid vender samme side ind mod Florence.
De første studier af månernes kredsløb om Florence peger på at den ydre måne har en omløbstid på 21-23 timer, og at den indre måne har en omløbstid på 7-8 timer, hvilket gør den til den hurtigst kredsende måne af de til dato (11. sep. 2017) 60 kendte asteroidemåner. De ca. 7 timers omløbstid for den inderste måne tyder på at Florence har en massefylde på ca. 1,4 g/cm3. Dette er meget under normale bjergarter på Jorden, hvilket tyder på at der er tale om en meget porøs asteroide.